# Ponor, Sofia
Ponor (în bulgară Понор) este un sat în comuna Kostinbrod, regiunea Sofia,  Bulgaria. 

## Demografie
Componența etnică a satului Ponor
     Bulgari (88,23%)
     Nicio identificare (11,76%)
     Altele (0%)
La recensământul din 2011, populația satului Ponor era de 17 locuitori. Din punct de vedere etnic, majoritatea locuitorilor (88,23%) erau bulgari. Pentru 11,76% din locuitori nu este cunoscută apartenența etnică.